# Tylophora astephanoides
Tylophora astephanoides är en oleanderväxtart som beskrevs av Ying Tsiang och P. T. Li. Tylophora astephanoides ingår i släktet Tylophora och familjen oleanderväxter. Inga underarter finns listade i Catalogue of Life.